# パンポロリン
『パンポロリン』は、1973年4月から1980年3月までテレビ朝日（放送開始当初はNETテレビ）で放送された子供向け番組の総称。

## 番組名と放送時間
| 番組名                   | 期間              | 放送時間                          |
| ------------------------ | ----------------- | --------------------------------- |
| あそびましょパンポロリン | 1973.04 - 1973.09 | 日曜 7:00 - 7:30（30分）          |
| あそびましょパンポロリン | 1973.10 - 1974.03 | 月曜 - 金曜 09:45 - 10:15（30分） |
| とべとべパンポロリン     | 1974.04 - 1975.03 | 月曜 - 金曜 10:30 - 11:00（30分） |
| とべとべパンポロリン     | 1975.04 - 1975.09 | 月曜 - 金曜 16:00 - 16:30（30分） |
| とべとべパンポロリン     | 1975.10 - 1976.03 | 月曜 - 金曜 08:01 - 08:30（29分） |
| とびだせ!パンポロリン    | 1976.04 - 1977.09 | 月曜 - 金曜 10:25 - 10:55（30分） |
| とびだせ!パンポロリン    | 1977.10 - 1978.03 | 月曜 - 金曜 16:00 - 16:25（25分） |
| とびだせ!パンポロリン    | 1978.04 - 1978.09 | 月曜 - 金曜 08:00 - 08:30（30分） |
| とびだせ!パンポロリン    | 1978.10 - 1979.03 | 月曜 - 金曜 16:00 - 16:30（30分） |
| とびだせ!パンポロリン    | 1979.04 - 1980.03 | 月曜 - 金曜 16:00 - 16:20（20分） |

『とべとべ』以降、平日の朝9時台や10時台に編成されていた時期においては、夏休みにアニメ・ドラマ再放送の特別編成『夏休みまんが大会』（9:30 - 11:00）があった時には放送を休止した（参考：日本放送協会総合放送文化研究所放送学研究部編『放送学研究・朝の時間帯』）。また、朝編成時には16時台に再放送することがあった（夕方編成時には再放送は無し）。

## 放送局
系列は放送当時のもの
| 放送対象地域   | 放送局               | 系列                                   | 備考                                                                |
| -------------- | -------------------- | -------------------------------------- | ------------------------------------------------------------------- |
| 関東広域圏     | NETテレビ→テレビ朝日 | テレビ朝日系                           | 制作局                                                              |
| 北海道         | 北海道テレビ         | テレビ朝日系                           | 1977年3月時点は、月曜 - 金曜 7:30 - 8:00に放送                      |
| 静岡県         | 静岡けんみんテレビ   | テレビ朝日系                           | 現・静岡朝日テレビ                                                  |
| 香川県         | 瀬戸内海放送         | テレビ朝日系                           | 岡山県との相互乗り入れ前                                            |
| 広島県         | 広島ホームテレビ     | テレビ朝日系                           |                                                                     |
| 青森県         | 青森テレビ           | TBS系                                  |                                                                     |
| 秋田県         | 秋田放送             | 日本テレビ系                           | 1975年2月時点は、月曜から木曜 16:50 - 17:20に放送                   |
| 山形県         | 山形放送             | 日本テレビ系                           | 1974年時点は、火曜 10:30 - 11:00に放送                              |
| 宮城県         | 東北放送             | TBS系                                  | 1975年4月から9月まで、土曜 7:20 - 7:50に放送                        |
| 宮城県         | 東日本放送           | テレビ朝日系                           | 1975年10月開局から、月曜から金曜 8:00 - 8:30に放送                  |
| 福島県         | 福島中央テレビ       | 日本テレビ系 テレビ朝日系              | 1975年3月から9月まで、月曜から金曜 16:00 - 16:30に放送              |
| 新潟県         | 新潟総合テレビ       | テレビ朝日系 フジテレビ系 日本テレビ系 | 現・NST新潟総合テレビ 1977年4月から、月曜から金曜 7:00 - 7:30に放送 |
| 石川県         | 北陸放送             | TBS系                                  | 火曜 11:00 - 11:30に放送                                            |
| 福井県         | 福井放送             | 日本テレビ系                           | 金曜 10:33 - 11:00に放送                                            |
| 京都府         | 近畿放送             | 独立UHF局                              | 現・京都放送                                                        |
| 和歌山県       | テレビ和歌山         | 独立UHF局                              |                                                                     |
| 兵庫県         | サンテレビ           | 独立UHF局                              |                                                                     |
| 鳥取県・島根県 | 山陰放送             | TBS系                                  |                                                                     |
| 愛媛県         | 愛媛放送             | フジテレビ系                           | 現・テレビ愛媛                                                      |
| 長崎県         | 長崎放送             | TBS系                                  |                                                                     |

関西地区では、当時NET系準キー局であった毎日放送（1975年に腸捻転解消後は朝日放送）では放送されず、サンテレビ、近畿放送（近畿テレビ、現・京都放送）、テレビ和歌山で放送された。
青森県では、NET系列局が青森テレビから青森放送（日本テレビ系とのクロスネット）に移動した1975年3月31日以降どちらで放送されたか不明。
中京広域圏では、名古屋テレビで放送開始当初から放送終了まで放送されなかった。

## 出演者
お姉さん
- 山田美也子（初代、愛称・ミコちゃん）1973年4月- 1978年3月
- 竹田芳子（2代目、愛称・ホコちゃん）1978年4月- 1978年9月[10]
- かおりくみこ（3代目、愛称・くみちゃん）1978年10月- 1980年3月
- マッハ文朱

お兄さん
- 松原秀樹
  - 田原俊彦 - 松原の代理出演をしたことがある。田原のテレビデビュー。

その他
- 高松しげお
- こおろぎ'73
- パンポロトリオ

## スタッフ
- プロデューサー：三浦藤男、諸橋史明
- 構成：西条道彦、沢口義明
- 音楽：越部信義
- 振付：山本寿美子

## レコード

### シングル
※　すべて日本コロムビアより発売。
| 発売日         | 規格品番 | A面                      | B面                        |
| -------------- | -------- | ------------------------ | -------------------------- |
|                | SCS-200  | それゆけパンパン         | パンポロリンであそぼう     |
|                | SCS-201  | とんでけジャン           | 飛びたいタマゴ             |
|                | SCS-202  | 雨の日ひとり             | ふしぎなぼうし             |
| 1973年12月10日 | SCS-220  | げんこつやまのたぬきさん | くまのおかあさん           |
| 1974年4月25日  | SCS-227  | おうむのパロパロ         | ふりむかないで ぼくはゆく  |
| 1974年4月25日  | SCS-228  | おばけ ばけばけ          | プアプアおんど             |
| 1974年7月25日  | SCS-232  | すてきなレイ             | ずっこけズッコロ           |
| 1974年12月     | SCS-243  | ピン太とゴン太           | おやすみパパ               |
| 1975年7月      | SCS-265  | 大きなくりの木の下で     | にんにんにんじゃ           |
|                | SCS-279  | ちびっこボンバン         | とべとべパンポロリン       |
| 1976年12月     | SCS-329  | ダンズビロック           | とびだせ!パンポロリン      |
|                | SCS-330  | ハッスルおばあちゃん     | ダンズビロック             |
|                | SCS-331  | あさってのつぎは         | ふたりのおはなし           |
|                | SCS-365  | ジャンケンおんど         | ソウル ナンマイダ!         |
|                | SCS-425  | 右目のまわりが黒い猫     | とのさまガエルの冒険       |
| 1978年         | SCS-439  | 宇宙ロックNo.1           | 行ってしまったアッコちゃん |
| 1979年1月      | SCS-458  | あいうえお               | 雪の精のうた               |
|                | SCS-475  | さすらいのパンガバチョ   | パパがすきな子てをあげて   |
| 1980年2月      | SCS-495  | 思い出のアルバム         | マイデイ                   |